# Embraer EMB 312 Tucano

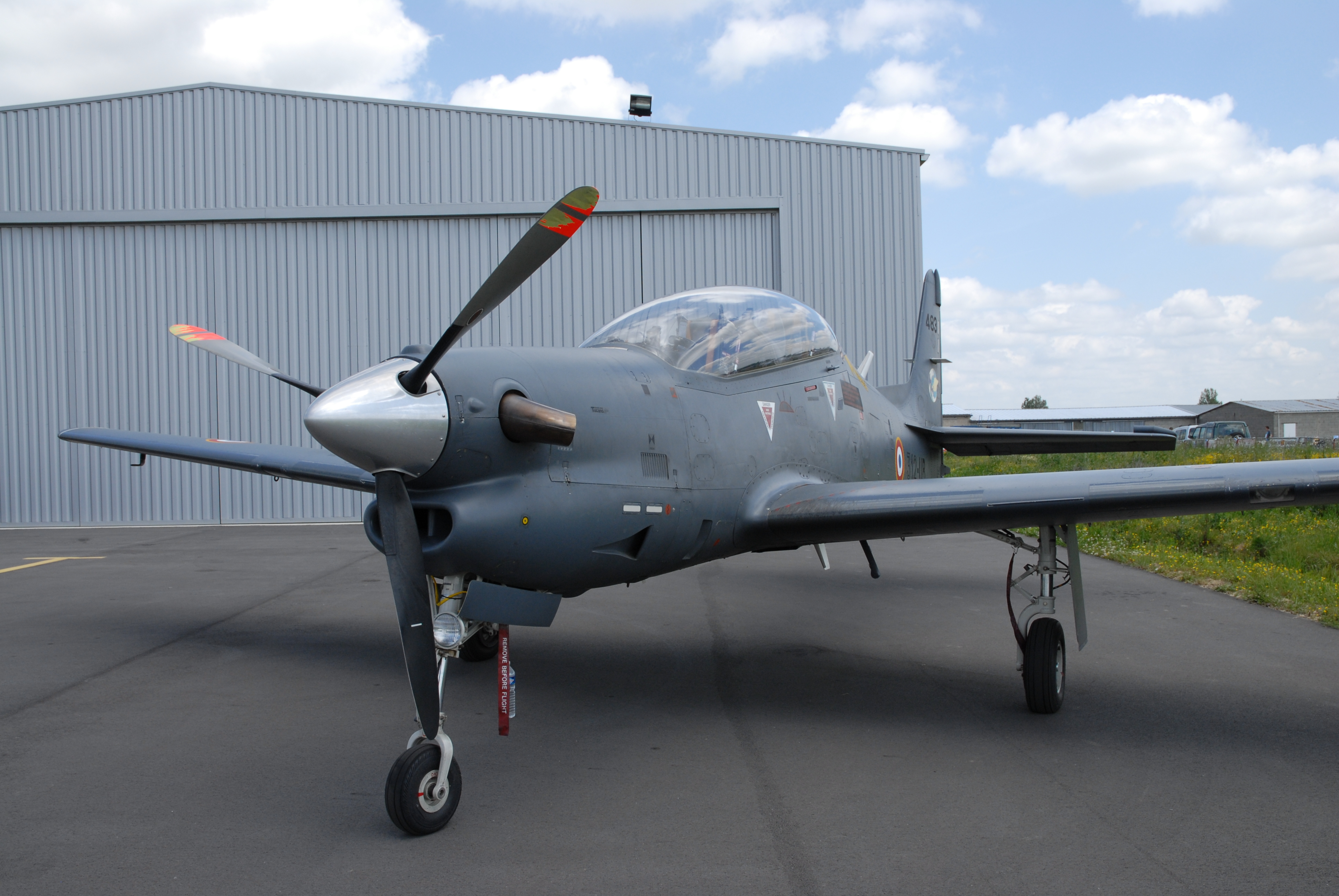
EMB-312 Tucano

Embraer EMB 312 Tucano là một loại máy bay huấn luyện cơ bản hay máy bay tấn công thấp nhẹ hai chỗ, trang bị động cơ tuabin phản lực cánh quạt, được phát triển tại Brasil. Nguyên mẫu bay lần đầu vào năm 1980 và những chiếc máy bay thành phẩm đầu tiên được giao bắt đầu từ năm 1983.
Dòng máy bay Tucano là một thành công trong việc tiếp thị của Embraer, với 504 chiếc được sản xuất. Một biến thể cải tiến được Embraer cấp phép sản xuất, với tên gọi Shorts Tucano cho Không quân Hoàng gia của Vương quốc Anh.

## Thiết kế và phát triển
EMB-312 được chỉ định tên gọi T-27 trong biên chế của Không quân Brazil (FAB). Đây là một máy bay trình diễn nhào lộn trên không của Phi đội trình diễn thuộc Không quân Brazil là "Smoke Squadron" (Esquadrilha da Fumaça). FAB đã mua 133 chiếc AT-27 phiên bản cường kích hạng nhẹ.
EMB-312H Super Tucano là một đối thủ trong cuộc cạnh tranh cung cấp máy bay cho Hệ thống Máy bay huấn luyện Căn bản Chung của Mỹ (JPATS) vào thập niên 1990, nhưng EMB-312H Super Tucano đã bị thua cuộc. Trong số 7 mẫu tham gia cạnh tranh, mẫu máy bay của Raytheon/Pilatus đã giành thắng lợi đó là T-6 Texan II. Embraer đã làm việc cùng với Northrop, sau này Northrop sáp nhập với Grumman trở thành Northrop Grumman. Thiết kế của EMB-312H sau đó được dùng để phát triển EMB-314, được đặt tên là ALX và được Không quân Brazil chấp nhận với tên gọi A-29.

## Các phiên bản
EMB-312Mẫu sản xuất tiêu chuẩn.
T-27Máy bay huấn luyện cơ bản hai chỗ cho Không quân Brazil.
AT-27Phiên bản cường kích hạng nhẹ hai chỗ cho Không quân Brazil.
EMB-312F80 chiếc đã bán cho Pháp, trang bị hệ thống điện tử hàng không của Pháp.
Shorts Tucano130 chiếc cho Không quân Hoàng gia Anh, cộng 12 chiếc cho Kenya và 16 chiếc cho Kuwait với hệ thống điện tử, động cơ theo yêu cầu của khách hàng.
EMB-312Hmột nguyên mẫu phát triển của Northrop/Emb. cho cuộc cạnh tranh của USAF (JPATS), nhằm tìm kiếm một máy bay huấn luyện tiên tiến, từ mẫu máy bay này đã phát triển một loại máy bay mới là EMB-314 EMB-314 Super Tucano (ALX) hiện đang sản xuất cho Không quân Brazil (FAB).

## Quốc gia sử dụng

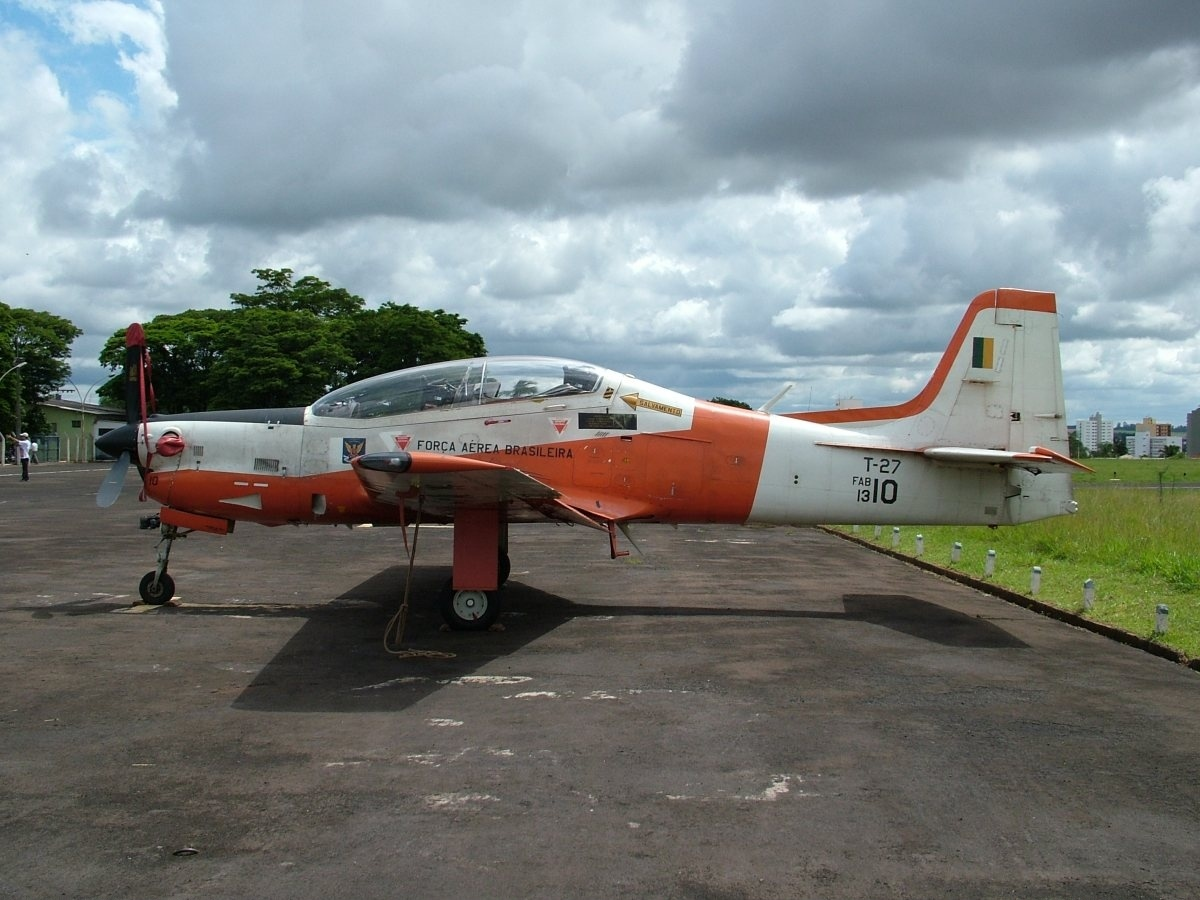
Embraer T-27 Tucano, Brasil

Angola14 chiếc bao gồm 6 chiếc được Peru bán cho.
 Argentina30 chiếc
 Brasil151 chiếc
 Colombia14 chiếc
 Cộng hòa Dominica10 chiếc
 Ai Cập54 với 40 chiếc sản xuất theo giấy phép bởi hãng Helwan
 Pháp50 chiếc
 Honduras12 chiếc
 Iran15 chiếc
 Iraq80 chiếc sản xuất theo giấy phép bởi hãng Helwan
 Paraguay6 chiếc (3 chiếc bị phá hủy trong các tai nạn)
 Perú30 chiếc (6 bán lại cho Angola)
 Venezuela31 chiếc

## Thông số kỹ thuật (EMB 312)

### Đặc điểm riêng
- Phi hành đoàn: 2
- Chiều dài: 9.89 m
- Sải cánh: 11.14 m
- Chiều cao: n/a
- Diện tích cánh: n/a
- Trọng lượng rỗng: 1810 kg
- Trọng lượng cất cánh: n/a
- Trọng lượng cất cánh tối đa: 3175 kg
- Động cơ: Pratt & Whitney Canada PT6A-25C

### Hiệu suất bay
- Vận tốc cực đại: 448 km/h
- Vận tốc hành trình: 319 km/h
- Tầm bay: 2055 km
- Trần bay: 9144 m
- Vận tốc lên cao: n/a
- Lực nâng của cánh: n/a
- Lực đẩy/trọng lượng: n/a

### Vũ khí
- 4 giá treo dưới cánh
- Súng 12.7 mm
- Tên lửa và bom

### Máy bay có cùng sự phát triển
- Short Tucano
- Embraer EMB 314 Super Tucano

### Máy bay có tính năng tương đương
- Pilatus PC-7
- Pilatus PC-9
- PZL-130 Orlik
- T-6 Texan II